# 比奇公園 (伊利諾伊州)
比奇公園（英語：Beach Park）是位於美國伊利諾伊州萊克縣的一個村落。

## 地理
比奇公園的座標為42°25′26″N 87°50′52″W / 42.42389°N 87.84778°W，而該地最高點為海拔高度229米（即751英尺）。

## 人口
根據2010年美國人口普查的數據，比奇公園的面積為18.40平方千米，當中陸地面積為18.40平方千米，而水域面積為0.00平方千米。當地共有人口13638人，而人口密度為每平方千米741人。